# 板来村
板来村（いたこむら）は栃木県の南西部、上都賀郡に属していた村である。

## 地理
- 河川：黒川、行川、長畑川

## 歴史

### 村名の由来
旧村名の板荷、小来川からの合成地名。

### 沿革
- 1889年（明治22年）4月1日 - 町村制の施行により、板荷村、小来川村が合併して発足。
- 1893年（明治26年）3月18日 - 廃止となり、大字板荷に板荷村、大字小来川に小来川村が発足。

## 交通

### 鉄道路線
1929年（昭和4年）に旧村域内に東武日光線板荷駅が開業している。